# سيرجي كوبوزيف
سيرجي كوبوزيف (بالروسية: Кобозев, Сергей Викторович) مواليد 20 يوليو 1964 في كوستروما، الجمهورية الروسية السوفيتية الاتحادية الاشتراكية، الاتحاد السوفيتي - الوفاة 8 نوفمبر 1995 في ليفينغستون، نيو جيرسي، كان ملاكم روسي سابق.

## إحصائيات
خاض خلال مسيرته 23 نزالا، فاز في 22 وخسر في 1. فاز بالضربة القاضية في 18 نزالا.

## روابط خارجية
- سيرجي كوبوزيف على موقع بوكس ريك (الإنجليزية) (registration required)